# 前635年
| 千纪： | 前1千纪 |
| 世纪： | 前8世纪 \| 前7世纪 \| 前6世纪 |
| 年代： | 前660年代 \| 前650年代 \| 前640年代 \| 前630年代 \| 前620年代 \| 前610年代 \| 前600年代                                                                                                   |
| 年份： | 前640年 \| 前639年 \| 前638年 \| 前637年 \| 前636年 \| 前635年 \| 前634年 \| 前633年 \| 前632年 \| 前631年 \| 前630年                                                                     |
| 纪年： | 周襄王十七年 魯僖公二十五年 齊孝公八年 晉文公二年 秦穆公二十五年 宋成公二年 楚成王三十七年 衛文公二十五年 陳穆公十三年 蔡庄侯十一年 曹共公十八年 郑文公三十八年 燕襄公二十三年 杞桓公二年 |

## 大事记
- 周襄王向晋文公求救，晋文公发兵杀死了王子带。周襄王封晋文公伯爵爵位和河内之地。
- 衛文公趁刑國內亂之機將其攻滅。
- 十二月，魯僖公和衛成公、莒國在洮地結盟。

## 出生
- 晏弱

## 逝世
- 王子带